# Россия на «Евровидении-2004»
Выступление России на конкурсе песни Евровидение 2004, которое прошло в Стамбуле. Россию представляла Юлия Савичева с песней Believe me.

## Голосования
В финале России 12 баллов дала  Белоруссия.
| Голоса за российского исполнителя | Голоса за российского исполнителя |
| --------------------------------- | --------------------------------- |
| Оценка                            | Страны                            |
| 12                                | Беларусь,                         |
| 10                                | Украина, Латвия                   |
| 8                                 | Литва, Эстония                    |
| 6                                 | Кипр, Израиль                     |
| 4                                 | Финляндия                         |
| 2                                 | Греция                            |
| 1                                 | Сербия и Черногория               |
| 68                                | ИТОГ                              |

| Голоса российских телезрителей | Голоса российских телезрителей |
| ------------------------------ | ------------------------------ |
| Оценка                         | Страна                         |
| 12                             | Украина — 1 место              |
| 10                             | Сербия и Черногория — 2 место  |
| 8                              | Турция — 4 место               |
| 7                              | Греция — 3 место               |
| 6                              | Кипр — 5 место                 |
| 5                              | Хорватия — 12 место            |
| 4                              | Франция — 15 место             |
| 3                              | Швеция — 5 место               |
| 2                              | Исландия — 4 место             |
| 1                              | Великобритания — 19 место      |